# Alfons I Katolicki
Alfons I Katolicki (Alfonso I el Católico; ur. ok. 693, zm. 757) – król Asturii od 739 do swojej śmierci w 757. Był synem księcia Piotra Kantabryjskiego i odziedziczył wiele włości w tamtym regionie. Mógł być dziedzicznym władcą Basków, ale nie ma w tym nic pewnego. Mówi się, że poślubił Ermesinde, córkę Pelayo, który założył Królestwo Asturii po zwycięskiej bitwie pod Covadongą. Alfons odziedziczył asturyjski tron po synu Pelayo, a swoim szwagrze, Favili, po przedwczesnej śmierci tego ostatniego.
To czy Pelayo i Favila byli kiedykolwiek uznawani za królów podczas swojego życia jest kwestią sporną, w przeciwieństwie do Alfonsa, do którego w tej sprawie nie ma żadnych wątpliwości. Wraz z objęciem tronu rozpoczął trwającą całe jego życie wojnę z Maurami. W 740 roku podbił Galicię, a w 754 León. W swych podbojach dotarł aż do La Rioja. Jednakże ludność tych przygranicznych regionów uciekła na terytoria położone bardziej na północ, zostawiając wyludnioną „buforową” strefę pomiędzy państwami chrześcijańskimi a muzułmańskimi. Utworzyło to tak zwaną Pustynię Duero, pusty obszar pomiędzy rzeką Duero a Górami Asturyjskimi. Alfons chciał wykorzystać zaistniałą sytuację, zamierzał pozostawić w celach obronnych powstałą strefę, w której jakiekolwiek wojska inwazyjne byłyby w zbyt trudnej sytuacji by przetrwać przez dłuższy czas. Skutki wojskowe, demograficzne i kulturalne tej polityki w późniejszej asturyjskiej, a także hiszpańskiej i portugalskiej historii były duże. Minęło ponad 100 lat zanim region ten został ponownie zasiedlony (zobacz: Repoblacja).